# Liste der Bodendenkmale in Bovenden
In der Liste der Bodendenkmale in Bovenden sind die Bodendenkmale der niedersächsischen Gemeinde Bovenden aufgeführt. Die Quelle ist der Denkmalatlas Niedersachsen.
- Bitte beachten Sie, dass diese Liste keinen Anspruch auf Vollständigkeit erhebt.
- Die Angaben ersetzen nicht die rechtsverbindliche Auskunft der zuständigen Denkmalschutzbehörde.
- Es sind nur Daten aus dem Denkmalatlas verarbeitet.
- Der Stand der Liste ist der 4. März 2025.

Bovenden im Landkreis Göttingen

## Allgemein
In den Spalten finden sich folgende Informationen des Bodendenkmales:
| Lage         | geographische Koordinaten                                                           |
| Bezeichnung  | Bezeichnung lt. Denkmalatlas                                                        |
| Beschreibung | Beschreibung lt. Denkmalatlas                                                       |
| ID           | Objekt-ID                                                                           |
| Bild         | Bild, ggf. zusätzlich mit Link zu weiteren Fotos im Medienarchiv Wikimedia Commons. |

## Eddigehausen
| Lage                        | Bezeichnung           | Beschreibung | ID       | Bild |
| --------------------------- | --------------------- | --- | -------- | ---- |
| 51° 36′ 17″ N, 9° 57′ 12″ O | Eddigehausen 23, Abri | Kleines Felsdach an der östl. Leinetalkante. Schichtstufenkante des Buntsandsteines, klippengeprägte Nase eines durch zwei Kerbtäler herausgeschnittenen Bergsporns, oberer Hangbereich. Ein Probeschnitt im Jahr 1984 erbrachte Fundmaterial der vorrömischen Eisenzeit.                                                                            | 28980711 | BW   |
| 51° 36′ 16″ N, 9° 57′ 12″ O | Eddigehausen 24, Abri | Kleines Felsdach an der östl. Leinetalkante. Schichtstufenkante des Buntsandsteins, klippengeprägte Nase eines durch zwei Kerbtäler herausgeschnittenen Bergsporns, oberer Hangbereich. Ein Probeschnitt im Jahr 1984 erbrachte Fundmaterial der vorrömischen Eisenzeit.                                                                             | 28980712 | BW   |
| 51° 36′ 36″ N, 9° 57′ 27″ O | Eddigehausen 25, Abri | Felsdach an der östl. Leinetalkante. Schichtstufenkante des Buntsandstein. Klippengeprägte NW-Kante eines durch ein südl. gelegenes Kerbtal herausgeschnittenen Bergsporns (Gr. Bielstein), oberer Hangbereich. Grabungen im Jahr 1984 erbrachten Fundmaterial der vorrömischen Eisenzeit.                                                           | 28980713 | BW   |
| 51° 36′ 29″ N, 9° 57′ 20″ O | Eddigehausen 26, Abri | Felsdach an der östl. Leinetalkante. Schichtstufenkante des Buntsandstein. Klippengeprägte NW-Kante eines durch ein südl. gelegenes Kerbtal herausgeschnittenen Bergsporns (Gr. Bielstein), oberer Hangbereich. Grabungen im Jahr 1984 erbrachten nur wenig urgeschichtliche Keramik. Wegen der Nähe zu Abri I wohl ebenfalls vorrömische Eisenzeit. | 28980714 | BW   |

## Harste
| Lage                        | Bezeichnung          | Beschreibung | ID       | Bild |
| --------------------------- | -------------------- | --- | -------- | ---- |
| 51° 35′ 31″ N, 9° 49′ 44″ O | Harste 13, Grabhügel | Durchmesser ca. 5 m und Höhe ca. 0,4 m. Rund, flach mit gleichmäßiger Wölbung. Randbereiche flach auslaufend. Im SO-Bereich weniger deutlich abgesetzt. Bis kopfgroße Kalksteinblöcke vorhanden. Augenscheinlich ohne Störung.                         | 28980716 | BW   |
| 51° 35′ 33″ N, 9° 49′ 46″ O | Harste 14, Grabhügel | Durchmesser ca. 5 m und Höhe ca. 0,3 m. Rund, flach aber deutlich gewölbt. Im SO-Bereich weniger deutlich abgesetzt. Ränder auslaufend. Dichte Blocksteinpackung mit kopfgroßen Kalksteinblöcken und -platten. Ohne sichtbare Störung.                 | 28980715 | BW   |
| 51° 35′ 33″ N, 9° 49′ 48″ O | Harste 16, Grabhügel | Durchmesser ca. 8,5 m und Höhe ca. 0,5 m. Rund, stark gewölbt mit deutlich abgesetzten Randbereichen. Gipfelbereich stark abgeflacht. Unter dichter Laubdecke überwiegend faustgroße Blocksteinpackung spürbar. Unnatürlich stark abgeflachter Gipfel. | 28980717 | BW   |
| 51° 35′ 33″ N, 9° 49′ 51″ O | Harste 17, Grabhügel | Durchmesser ca. 6 m und Höhe ca. 0,5 m. Rund, stark gewölbt mit flach auslaufenden Randbereichen. Unter dichter Laubdecke eine geschlossene Kalksteinpackung spürbar. Augenscheinlich ohne Störung.                                                    | 28980718 | BW   |

## Lenglern
| Lage                       | Bezeichnung            | Beschreibung | ID       | Bild |
| -------------------------- | ---------------------- | --- | -------- | ---- |
| 51° 35′ 1″ N, 9° 50′ 21″ O | Lenglern 2, Grabhügel  | Durchmesser ca. 7 m und Höhe ca. 0,6 m. Rund, ebenmäßig gewölbt, Randbereiche abgesetzt; aus Kalkbruchstein aufgebaut. Im Gipfel flache Einkuhlung. Ansonsten überwiegend gut erhalten. | 28980719 | BW   |
| 51° 35′ 0″ N, 9° 50′ 20″ O | Lenglern 4, Grabhügel  | Durchmesser ca. 7 m und Höhe ca. 0,4 m. Fast rund, flach gewölbt, flach auslaufende Randbereiche, aus Kalksteingeröll bestehend. Im Gipfelbereich Eingrabungen von ca. 1,5 × 1 m Br. und ca. 0,4 m T. (Raubgrabung ?). | 28980720 | BW   |
| 51° 35′ 4″ N, 9° 53′ 27″ O | Lenglern 22, Grabhügel | Durchmesser ca. 12 m und Höhe ca. 0,3 m. Sanft ansteigend, rund, im südl. Bereich unförmig auslaufend. Flach gewölbt, flache Kuppe, Dm. 12 m, H. 0,30 m. Einkuhlungen, besonders südl. am Gipfel. | 28980816 | BW   |
| 51° 34′ 28″ N, 9° 51′ 6″ O | Lenglern 26, Schanze   | Rechteckige Wallanlage mit außenliegendem Graben. Wall aus Kalkbruchstein, der Graben wurde in anstehenden Muschelkalk eingetieft und besitzt stellenweise noch ein V-förmiges Querprofil. Innenfläche verfolgt das natürliche Gefälle nach NW und weist oberflächlich keine Besonderheiten auf. Wall und Graben zeigen im S sowie im N je eine Durchbruchstelle, von denen die nördl. als einstiger Eingang gedient haben kann. In diesem Bereich innerhalb der Wallumfassung eine Vertiefung im Kalkuntergrund, die den Wall selber unberührt lässt. Zwei Mulden außerhalb des Walles, jeweils am N- und SO-Außengraben. Geländebedingt ist der Graben an der SW-Wallecke sehr flach. Maße: S-Wall: 21 m L., O-Wall: 27 m L., N-Wall: 20 m L., W-Wall: 23 m L. Höhenunterschied Grabensohle/Wallrücken bis 1,80 m. | 28980818 | BW   |

### Lenglern 11
- ID:28985193
- Grabhügelfeld

| Lage                        | Bezeichnung | Beschreibung | ID       | Bild |
| --------------------------- | ----------- | --- | -------- | ---- |
| 51° 35′ 25″ N, 9° 53′ 39″ O | Lenglern 11 | Durchmesser ca. 18 m und Höhe ca. 0,7 m. Gleichmäßig gewölbt, rund, deutlich abhebend. Randbereich flach auslaufend, abgeflachter Gipfel. Keine Störungen erkennbar. | 28980722 | BW   |
| 51° 35′ 26″ N, 9° 53′ 39″ O | Lenglern 12 | Durchmesser ca. 9,5 m und Höhe ca. 0,4 m. Gleichmäßig flach gewölbt, rund. Sehr flacher Gipfel, Randbereiche flach auslaufend. Keine sichtbaren Störungen. | 28980815 | BW   |
| 51° 35′ 24″ N, 9° 53′ 44″ O | Lenglern 19 | Durchmesser ca. 13 m und Höhe ca. 0,6 m. Gleichmäßig gewölbt, rund und deutlich abhebend. Randbereiche flach auslaufend. Vom W bis zur Mitte und von der Mitte nach S unerlaubte (Such?-)gräben, der Erdauswurf ist noch gut erkennbar. Störung dürfte älter sein. Suchschnitt möglicherweise von Fahlbusch, 1939. | 28980721 | BW   |

## Pless-Forst
| Lage                        | Bezeichnung                | Beschreibung | ID       | Bild           |
| --------------------------- | -------------------------- | --- | -------- | -------------- |
| 51° 36′ 5″ N, 9° 58′ 33″ O  | Pless-Forst 1, Wittenburg  | Zungenburg mit Abschnittswall im SW. Wall mit nach SW vorgelagertem Graben verläuft ca. NW-SO, L. etwa 170 m, im SO flach auslaufend. Höhenunterschied Wall-Graben bis 1,75 m, Br. der Anlage bis 14 m. Die Ausdehnung des Burginnern lässt sich nur schätzungsweise auf 200 m SW-NO × 180 m NW-SO bestimmen. Wallgraben, wenn auch an einigen Stellen durch Waldwege unterbrochen, sehr gut erhalten. Das eigentliche Burggelände ist flach-wellig, nach S unruhiger, scheint aber natürlich gebildet und nicht gestört zu sein. Im östl. Bereich einige Löcher. Eisenzeitliche Fluchtburg; es konnte bei der Ausgrabung keine umfangreiche Besiedlung nachgewiesen werden. | 28960182 |                |
| 51° 35′ 54″ N, 9° 59′ 42″ O | Pless-Forst 2, Ratsburg    | Im SO zwei Abschnittswälle in NO-SW-Richtung. Sie sperren den einzigen Zugang zum Sporn im SO ab. Die Wälle besitzen einen vorgelagerten Graben und sind 130 und 240 m lang. Sie laufen etwa an der Hangschulter in den NO- und SW-Abschnitten aus. Das somit abgesicherte Burginnere oder die Hauptburg misst max. 150 × 300 m (= die etwaige Ausdehnung des eigentlichen Hochplateaus). Stellenweise gestörte Walloberflächen in Form von muldenförmigen Einsenkungen; beide Wälle zeigen einen Waldwegdurchbruch auf. Das Gelände der Hauptburg kennzeichnet sich durch ein ruhiges Kleinrelief innerhalb von größeren natürlichen Bodenerhebungen. | 28960202 | BW             |
| 51° 34′ 45″ N, 10° 2′ 50″ O | Pless-Forst 3, Hünstollen  | Zungenburg mit Abschnittswällen. Der mittlere und westl. Wall besitzen einen nach W vorgelagerten Graben. Ca. 10 m westl. des Grabens vom westl. Wall, der zugleich den mächtigsten Wall der Gruppe bildet, konnte eine zusätzliche, leicht ansteigende Böschung festgestellt werden. Ein Waldweg durchschneidet alle drei Wälle etwa mittig. Der östl. Wall zeigt in seinem südöstl. Endbereich eine etwas zerklüftete Oberfläche. Befestigung gut erhalten. Trockenmauer im inneren Wall, der mittlere Wall und der Kern des äußeren Walles gehören einer ersten Bauphase an, die in die ältere vorrömische Eisenzeit zu datieren ist. Mörtelmauer des inneren und die Aufschüttung des äußeren Walles stammen aus einer zweiten Bauphase in karolingisch-ottonischer Zeit. Die innere Mauer ist ebenfalls in dieser Zeit angelegt worden. | 28949208 |                |
| 51° 35′ 51″ N, 9° 57′ 56″ O | Pless-Forst 4, Burg Plesse | Die Burg liegt auf einem nach Südwesten gerichteten Bergsporn, der gegen den Hang durch einen Halsgraben abgetrennt ist. Vor der Mauer zur Hauptburg befindet sich eine Mulde im Gelände, die wohl der Rest eines älteren Burggrabens darstellt, der beim Bau der Vorburg seine Bedeutung verloren hatte. Der Eingang zur Hauptburg erfolgt durch das mittlere Tor mit Torhaus. Im folgenden Hof ein Backhaus und eine Gewölbezisterne. Am westlichen Ende der Hauptburg steht ein 22 m hoher Turm, der mit einem Durchmesser von ca. 7 m bei einer Mauerstärke von 2,25 m erheblich schlanker ausfällt als der Bergfried. Er wird auch als „Sydekum“ (Sieh’ dich um) bezeichnet, diente somit als Warte, aber auch zur Verteidigung des Eingangs zur Hauptburg. Der eigentliche Bergfried ist im Osten der Burg zum Berghang hin. Er gehört mit einer Höhe von 23,8 m und einem Durchmesser von 15 m bei einer Mauerstärke von 4,11 m zu den mächtigsten Vertretern seines Typs. | 28971075 | Weitere Bilder |

## Spanbeck
| Lage                        | Bezeichnung              | Beschreibung | ID       | Bild |
| --------------------------- | ------------------------ | --- | -------- | ---- |
| 51° 36′ 41″ N, 10° 3′ 19″ O | Spanbeck 3, Flachsrotten | Durch einen Damm vom Bach getrennt eine Zeile von 10 rechteckigen, vermutlich neuzeitlichen Rösten, sowie 3 einzelnen Gruben. Die Gruben messen zwischen 4 × 5 m und 5 × 8 m, sie sind durch 0,5 – 0,7 m hohe, an der Basis ca. 3 m breite Dämme voneinander getrennt. Sie lassen sehr flache Überläufe erkennen. | 28980817 | BW   |